# 張彝 (清朝)
張彝（?—?），陝西省西安府長安縣人，清朝政治人物、同進士出身。
光緒二十年（1894年），参加光緒甲午科殿試，登進士三甲154名。同年五月，授内阁中书。